# 4226 Damiaan
4226 Damiaan (1989 RE) là một tiểu hành tinh vành đai chính được phát hiện ngày 1 tháng 9 năm 1989 bởi Eric Elst ở Đài thiên văn Haute-Provence.